# 秋塞吟
《秋塞吟》，古琴曲，以王昭君的故事為題。收錄於多個明清琴譜中，今有吳景略、吳文光、吳兆基、梅曰強、沈草農等人演奏的版本。

## 收錄琴譜
《杏莊太音補遺》、《五知齋琴譜》（又名：〈搔首問天〉）、《琴譜諧聲》、《鄰鶴齋琴譜》、《張鞠田琴譜》、《琴譜析微》、《臥雲樓琴譜》、《希韶閣琴譜》、《詩夢齋琴譜》

## 解題
- 《杏莊太音補遺》：「時莫悲於秋，地莫極於塞。高秋遠塞，飛鳥不下，走獸忘群，傷之慘目，孰有過於此哉？此蓋以傷昭君出塞之苦也。」[2]
- 《五知齋琴譜》：「〈秋塞吟〉，漢明妃作也。元帝後宮既多，使畫工圖其形，按圖召幸。宮人多賂畫工，妃自恃姿容，獨不肯與，工人乃點破之，遂不得見。後匈奴求美人為閼氏，帝以昭君行。及召見，貌為後宮冠，帝悔之而恐失信，遂行。妃恨不見遇，作怨思之歌，謂之〈昭君怨〉，一名〈秋塞吟〉。又按漢嫁烏孫公主，令琵琶馬上作樂，以慰其道路之思，其送明妃亦然。曲中憂愁悲怨，聽之增人牢騷不平之氣。嗟乎，士屈於不知己，豈獨明妃也哉。」[3]

## 演奏版本
- 《五知齋琴譜》，吳景略打譜，吳景略、吳文光演奏[4][5][6][7]
- 夏一峰傳譜，梅曰強演奏[8]
- 裴介卿傳譜，沈草農演奏[9]
- 《五知齋琴譜》，吳兆基打譜並演奏[10]